# Salka
Salka é um município da Eslováquia, situado no distrito de Nové Zámky, na região de Nitra. Tem 26,07 km² de área e sua população em 2018 foi estimada em 991 habitantes.

## Demografia
| Ano:        | 1994 | 2004   | 2014   | 2024   |
| ----------- | ---- | ------ | ------ | ------ |
| Broj ljudi: | 1107 | 1059   | 1017   | 983    |
| Razlika:    |      | -4,33% | -3,96% | -3,34% |

| Ano:               | 2023 | 2024   |
| ------------------ | ---- | ------ |
| Número de pessoas: | 979  | 983    |
| Diferença:         |      | +0,40% |